# Pyknozyt
Pyknozyten sind geschrumpfte und morphologisch veränderte rote Blutkörperchen  (Erythrozyten). Sie sind rundlich und haben zytoplasmatische Ausläufer. Sie treten vor allem infolge oxydativen Stresses auf. Sie können sich dabei aus Exzentrozyten durch weitestgehenden Verlust fusionierter Membranen entwickeln. Pyknozyten sind kleiner als normale rote Blutzellen und färben sich durch die Verdichtung des Zytoplasmas stärker an.

## Geschichte
Früher wurden nicht nur Erythrozyten, sondern alle kleinen stoffwechselgestörten und zugrunde gehenden Zellen als Pyknozyten bezeichnet. Unabhängig davon hat Karl Wilhelm Zimmermann 1927 eine besondere Art von Epithelzellen in der Speicheldrüse Pyknozyten genannt; sie entsprachen den Onkozyten nach Herwig Hamperl in einem Onkozytom. Drittens wurden Fragmentozyten früher ebenfalls als Pyknozyten eingestuft.